# El Limón (Venezuela)
El Limon è una città del Venezuela situata nel nord-ovest dello stato Aragua: fa parte dell'area metropolitana di Maracay, la quale è la capitale del suddetto stato Aragua e risiede lungo le rive del fiume omonimo.
El Limon è la capitale del municipio Mario Briceño Iragorry (suddiviso nella parrocchia di Mario Briceño Iragorry, che si identifica con El Limon e nella parrocchia di Caña de Azucar), uno dei 18 municipi in cui è diviso lo stato Aragua con una popolazione stimata nel 2010 nella sola parrocchia capitale di 37 057 abitanti.
El Limon ha avuto una storia particolare: il generale Juan Vicente Gómez fu proprietario di buona parte del suo territorio fino alla confisca avvenuta l'11 gennaio del 1960 con la quale si assegnavano i beni confiscati al Ministero dell'Agricoltura. 
Nel 1955 la sua popolazione ammontava a circa 2 000 abitanti; il 10 dicembre dello stesso anno fu dichiarata parrocchia ecclesiastica con il nome di La Milagrosa e il 23 gennaio del 1962 divenne parte del municipio foraneo istituito all'interno del Municipio Girardot, denominato successivamente nel 1986 Municipio Mario Briceño Iragorry e diventato autonomo nel 1987, con capitale la stessa città di El Limon. Il primo consiglio municipale si è insediato il 5 gennaio 1990 dopo le elezioni del dicembre 1989.
Oggi è una città in espansione, con moderne vie di comunicazione, ai piedi del Parco Nazionale Henri Pittier.